# 照明学
照明学（しょうめいがく、イリュミニスム）は、12世紀後半から13世紀初頭にかけて、シハーブッディーン・ヤフヤー・スフラワルディーによって提唱された哲学である。彼は著書『ヒクマト・アル・イシュラク』の中で、この理論の原理と分野について論じた。
この哲学は、存在した当初からアリストテレス哲学に反対していた。アリストテレス哲学はイスラム哲学の伝統において堅固かつ比類のない背景を持ち、その支持者および推進者の中にはイブン・シーナーなどの著名な哲学者がいた。当時の哲学者たちの知性と精神に多大な影響と浸透力を持っていた逍遙学派という強力な哲学、そして彼らの目に映ったアリストテレスとイブン・シーナーの偉大さに対抗する新たな計画を提唱することは、困難で驚くべき仕事のように思われたことは明らかだが、そのような困難な仕事はスフラワルディーの有能な手によって成し遂げられた。
彼は短い生涯にもかかわらず、この偉大な哲学の天才と精神的、知的偉大さを物語る逍遙学派の哲学とは対照的に、神学（光の形而上学）、物理学、論理学、さらには哲学的方法など、ほとんどの知的テーマにおいて新しいアイデアを提示した。

## 概要
研究において、スフラワルディは世界中の生物は光から創造され、光は互いに輝き合うと推論し、その相互の輝きを「イシュラク」（照明）と呼び、このためシェイク・アル・イシュラク（輝く者）の称号を得た。
スフラワルディの哲学理論は、存在は光以外の何ものでもなく、そして世界にある全てのもの、そしてこの後に生まれるものも全て光であり、したがって世界は照明以外の何ものでもないというものであった。ただし、光には細いものもあれば太いものもあり、粒子が分散しているものもあれば、粒子が密集しているものもある。強い光が弱い光を照らすのと同じように、弱い光は強い光に向かって輝く。
人間もこの規則の例外ではなく、他人の光が自分を照らすように、自分も他人を照らす。光は人から人へと輝くので、人は寛大であり、他の人に光をもたらし、また他の人の光によって照らされることができるということである。
スフラワルディは、知恵には2つの種類があると言った。
- 古代の知恵（古代の知恵の意味）：常に存在し、インド人、ペルシャ人、バビロニア人、エジプト人、そして後にはギリシャ人によって享受されていた知恵。
- ラドニの知恵：特権階級の人々が享受する知恵。

元々、これら 2 つの知恵は同じ源、つまりイドリースから生まれたもので、イドリースの別名はヘルメスであった。イドリースから人々が知恵を学んだ後、その知恵は2つの分派に分かれ、1つはイランへ、もう1つはエジプトへ向かい、その後この2つの分派がイスラム教に入り込んだと信じられた。

## 照明学の思想背景

### 神秘主義とスーフィズム
照明学の知恵と逍遙学派の知恵を区別する基本的な側面の１つは、光と神秘的な問題や真実との本質的な関係である。ドゥルヌン・アル・マスリ、サール・イブン・アブドゥッラー・アル・タストリ、アブ・ヤズィド・アル・バスタミ、フサイン・イブン・マンスール・アル・ハラジ、アブ・サイード・アビ・アル・カイルは、スフラワルディーに影響を与えた神秘主義者である。

### コーランとハディース
スフラワルディーの論文では、理性は啓示に反対するものではなく、むしろ啓示の間に存在するものであるとされている。ガザーリーは著書『タハファト・アル・ファラシファ』と『アル・ムンキド・ミン・アル・ダラル』の中で逍遙学派を攻撃し、イスラム世界の哲学思想全体に大きな打撃を与えた。
これらの攻撃の影響の1つは、宗教者の間で哲学に対する悲観主義と否定的な考え方が強まったことであった。宗教者の多くは哲学を異質な考えや理念とみなしていた。この態度は、当時の逍遙学派の哲学的著作を参照した際に、宗教的知識の2つの基本的な情報源であるコーランとハディースの詩句からの影響があまり見られなかったことで強化された。この問題を考慮して、スフラワルディは哲学を支援する使命を開始し、その中で可能な限り哲学、神秘主義、そしてコーランの間に調和をもたらそうとした。もし彼の後に神学者モッラー・サドラーが「コーラン、神秘主義、そして証明の統一」について語ったとすれば、スフラワルディーはまさにこの考えの主要な立案者であり設計者だと考えられる。
英国の学者レナルド・ニコルソンによれば、「アッラーは天と地の光である」といったコーランの詩節は、哲学と神秘主義に特別な影響を与えた源泉の一つである。疑いなくスフラワルディは、彼の哲学の最も中心的なテーマである照明学についての議論において、スーラ・アン・ヌールの詩句「そして大地は主の光で輝いた。」の影響を受けていた。本質において生きているものはすべて抽象的であり、あらゆる抽象的な光も本質において生きている。そして最初の権利は光の中の光である。なぜなら、それは生命を与えるものであり、光を与えるものだからである。神は自身の本質において顕現しており、存在世界の顕現者であり創造者である。スーラ・アン・ヌールの一節では、神は「アッラーは天と地の光である。」と言っており、すべての光の中の光は、神の光の恵みである。
スフラワルディはプラトンの理論について論じる際に、天使と創造のシステムにおける天使の役割についての詩や物語も引用した。スフラワルディは「真実は汝の主から来る」という高貴な詩を引用し、真実は唯一のものであり、唯一の神に帰するものであると述べており、「真実は、その多重な顕現によって増殖することのない唯一の太陽である。それは、多くの門と多くの道が通じる唯一の都市である。」と論じている。
シェイク・シャヒドは、魂の不可分性を証明するのにコーランの詩節を引用している。「その証拠は、魂が物質界になく、物質の中にもなく、聖典、スンナ、アサルにおいていかなる物質性も存在しないということである。また詩節については、「真実の場所において、偉大なる統治者と共に」であり、これは、魂が物質界になく、物質や物質性でもない証拠である。なぜなら、そのような属性は物質の場合には想像できないからである…」。（翻訳：そして、魂が物質界になく、物質や物質性でもない証拠は、コーランとスンナから得られている。また詩節については、「真実の場所において、偉大なる統治者と共に」であり、これは、魂が物質や物質性ではない証拠である。なぜなら、そのような属性は物質の場合には想像できないからである。）
スフラワルディは「心の光が煉獄の煩悩によって抑制されていないとき、聖なる光の世界への憧れは闇への憧れ（ガワサク）よりも大きくなり、光と啓示が増すほど、全能の光への愛と愛情が増す…こうして人は人間の体から解放され、純粋な光の世界に行き、そこに住み着き、聖なる光の中に含まれ、光の中の光の神聖さによって神聖になる」と論じている。
ドン・ファン・マトゥスは、「リストを作成した後の突然の刺激を無視することの最終結果が、論理として知られる特別な状態である。突然の刺激を特定の方法で利用した結果は、自己吸収としても知られている。傍観者の目には、人間の論理は自由意志の圧力にほとんど反応しない、完全に均一で鈍い光線として映る。卵の殻をより硬くする一方でより脆くする放射線である」と論じている。

### ギリシャ思想

#### アリストテレス以前への着目
以前の哲学者たちがアリストテレスのみに特別な注意を払っていたのと異なり、スフラワルディはピタゴラス、エンペドクレス、そして特にプラトンに魅了され、プラトンを照明学の指導者とみなす程であった。
スフラワルディはギリシャの哲学者たちを大いに尊敬していた。彼はヘルメスを賢者の父、プラトンを知恵のイマーム、エンペドクレスおよびピタゴラスを知恵の師、アガタジメネ（セト）およびアスクレーピオスを真実の使徒として紹介している。

#### 逍遙学派
疑いなく、悟りへの前兆となったのは逍遙学派の思想であった。学者、特にイブン・シーナーの著作を収集することにより、スフラワルディは逍遙学派の思想を照明学の中で利用することができた。

### 古代イラン思想
スフラワルディは、ジャーマースプ（ジャマセブ）、ファルシャワシュタル、ゾロアスター、ボゾルグメフルなどの古代イランの賢人に特別な愛着を持っていた。彼は論文「スーフィズムの言葉」の中で、自らを古代イランの賢者の啓蒙思想の復興者であるとしている。